# Vakhtang IV av Georgien
Vakhtang IV av Georgien, död 1446, var en georgisk monark. Han var kung i kungariket Georgien mellan 1433 och 1446.